# Варніленґ
Варніленґ (пол. Warniłęg) — село в Польщі, у гміні Злоценець Дравського повіту Західнопоморського воєводства.
Населення — 210 осіб (2011).
У 1975-1998 роках село належало до Кошалінського воєводства.

## Демографія
Демографічна структура станом на 31 березня 2011 року:
|          | Загалом | Допрацездатний вік | Працездатний вік | Постпрацездатний вік |
| -------- | ------- | ------------------ | ---------------- | -------------------- |
| Чоловіки | 107     | 17                 | 78               | 12                   |
| Жінки    | 103     | 14                 | 63               | 26                   |
| Разом    | 210     | 31                 | 141              | 38                   |